# Michał Zieliński (muzyk)
Michał Zieliński (ur. 28 marca 1965 w Inowrocławiu, zm. 2 lutego 2024) – teoretyk muzyki, kompozytor, aranżer i wokalista, kierownik artystyczny zespołu muzyki dawnej Collegium Vocale Bydgoszcz.

## Działalność
W latach 1986–1991 studiował kompozycję (w klasie prof. Franciszka Woźniaka) i teorię muzyki w Akademii Muzycznej im. Feliksa Nowowiejskiego w Bydgoszczy. Od 1991 roku pracował w macierzystej uczelni, gdzie wykładał analizę instrumentacji, kształcenie słuchu i harmonię modalną.
W 2004 roku, w Instytucie Sztuki Polskiej Akademii Nauk obronił dysertację doktorską Twórczość orkiestrowa Tadeusza Bairda w kontekście techniki instrumentacji napisaną pod kierunkiem prof. Macieja Gołąba. W 2011 roku uzyskał stopień doktora habilitowanego na podstawie pracy Model mozartowskiej orkiestry symfonicznej obronionej na Wydziale Twórczości, Interpretacji i Edukacji Muzycznej Akademii Muzycznej w Krakowie. Był autorem książki Odrodzony renesans. Historia Collegium Vocale Bydgoszcz oraz kilkudziesięciu artykułów naukowych (m.in. w kwartalniku "Muzyka") i szeregu recenzji, esejów.
Twórczość kompozytorska obejmowała utwory chóralne – Laudate Dominum, Alleluja, Stabat Mater, Magnificat, Modlitwa, gdy dziatki spać idą, Msza na chór mieszany a cappella, Missa super cantiones profanae, Na fraszki Jana z Czarnolasu), kameralne (Koncert na klawesyn i orkiestrę smyczkową, Pieśń nad pieśniami na kontratenor, flet, fortepian i perkusję, Wariacje na bardzo znany temat na wibrafon i fortepian) i solowe (Sonatina na fortepian, Skarbczyk marimbafonisty, czyli dość trudne kawałki na cztery pałki).
W latach 1992–2017 współpracował jako kierownik artystyczny i wokalista z zespołem muzyki dawnej Collegium Vocale Bydgoszcz.

## Nagrody i wyróżnienia
- Nagroda Muzyczna "Fryderyk 2001" w kategorii „Album Roku ― Muzyka Dawna” za płytę Collegium Vocale Bydgoszcz z nagraniami utworów Wacława z Szamotuł  i Marcina Leopolity (DUX 0248)[4]
- Nominacja do Nagrody Muzycznej „Fryderyk 2004” (w kategorii „Album Roku ― Muzyka Wokalna”) za płytę Collegium Vocale Bydgoszcz i Ars Nova z polskimi pieśniami pasyjnymi (DUX 0469)[5]
- Nagroda Marszałka Województwa Kujawsko-Pomorskiego „za twórczą obecność, pomnażanie piękna i bogactwa życia muzycznego Regionu” (2010)
- Nagroda Prezydenta Miasta Bydgoszczy (2012)
- Indywidualna Nagroda II stopnia Rektora Akademii Muzycznej w Bydgoszczy  (2012)
- Medal Archikonfraterni Literackiej w Bydgoszczy dla Collegium Vocale Bydgoszcz „za twórczy wkład w kulturę chrześcijańską” (2012)
- Medal Starosty Bydgoskiego „za zasługi dla powiatu”  (2014)
- Nagroda Marszałka Województwa Kujawsko-Pomorskiego (2017)